# Uniwersytet Aleksandryjski
Uniwersytet Aleksandryjski – egipska państwowa uczelnia wyższa, mająca siedzibę w Aleksandrii. Jego dwa pierwsze wydziały (nauk humanistycznych i prawa) powstały w 1938 roku jako filie kairskiego Uniwersytetu Fuada I. Trzy lata później utworzono wydział inżynierii. W sierpniu 1942 roku został formalnie oddzielony od macierzystej uczelni, posiadał wówczas cztery dodatkowe wydziały: nauk ścisłych, handlu, medycyny i rolnictwa. Pierwotnie nosił miano Uniwersytetu Faruka I, obecną zaś nazwę otrzymał w 1952 roku.

## Wydziały i instytuty
- Wydział Nauk Humanistycznych
- Wydział Prawa
- Wydział Handlu
- Wydział Nauk Ścisłych i Przyrodniczych
- Wydział Medycyny
- Wydział Inżynierii
- Wydział Dentystyczny
- Wydział Farmacji
- Wydział Pielęgniarstwa
- Wydział Wychowania Fizycznego dla Kobiet
- Wydział Wychowania Fizycznego dla Mężczyzn
- Wydział Sztuki
- Wydział Pedagogiki
- Wydział Pedagogiki Specjalnej
- Wydział Pedagogiki Przedszkolnej
- Wydział Medycyny Weterynaryjnej
- Wydział Turystyki i Hotelarstwa
- Wyższy Instytut Zdrowia Publicznego
- Instytut Badań Medycznych
- Instytut Studiów i Badań
- Wydział Handlu (Damanhur)
- Wydział Nauk Humanistycznych (Damanhur)
- Wydział Nauk Ścisłych i Przyrodniczych (Damanhur)
- Wydział Pedagogiki (Damanhur)
- Wydział Medycyny Weterynaryjnej (Damanhur)
- Wydział Pielęgniarstwa (Damanhur)
- Wydział Rolnictwa (Damanhur)